# Конвеєр смерті
«Конвеєр смерті» (інша назва: «Товар площ») — радянський художній фільм-драма 1933 року, знята режисером Іваном Пир'євим на кіностудії «Мосфільм».

## Сюжет
Економічна криза у вигаданій капіталістичній країні. Три подруги втрачають роботу і перед кожною з них тягнеться нелегкий шлях: руйнуються мрії Луїзи про щасливе життя зі своїм нареченим робітником-комсомольцем Діком. Відчай опановує примхливою, розпещеною Еллі. У гонитві за легким життям вона йде на панель. Тільки комуністка Анна стійко переносить позбавлення, поглинена революційною боротьбою в рядах «Червоного фронту».

## У ролях
- Ада Войцик —  Луїза
- Вероніка Полонська —  Елеонора
- Тамара Макарова —  Анна
- Володимир Шаховськой —  Дік
- Михайло Болдуман —  Курт
- Петро Савін —  Крісті, листоноша
- Володимир Чернявський —  Август Крон
- Іван Бобров —  Макс
- Михайло Астангов —  князь Сумбатов
- Олександр Чистяков —  Кашевський
- Микола Хрящиков —  німецький комсомолець
- Іван Гузиков —  безробітний
- Тетяна Баришева —  епізод
- Василь Бокарєв —  епізод
- Іван Переверзєв —  епізод
- Максим Штраух —  епізод

## Знімальна група
- Режисер — Іван Пир'єв
- Сценаристи — Віктор Гусєв, Іван Пир'єв, Михайло Ромм
- Оператор — Михайло Гіндін
- Композитори — Микола Крюков, Сергій Ряузов
- Художник — Володимир Єгоров